# Monolito (Odisea espacial)
Los monolitos son avanzadas máquinas extraterrestres de ficción pertenecientes a la saga de novelas Odisea espacial, escritas por Arthur C. Clarke.

## Descripción
Los llamados monolitos son objetos de manufacturación no terrestre de color negro mate, con la proporción exacta de 1:4:9, un tipo de ladrillo de Euler (los cuadrados de los tres primeros números), los cuales fueron construidos por una desconocida civilización extraterrestre mencionada en las novelas como Los Exploradores. Durante la serie se mencionan tres monolitos que son descubiertos en el sistema solar por los seres humanos, y posteriormente se revelaría que existen miles. Forman parte de una red informática extraterrestre establecida para realizar el seguimiento de un experimento evolutivo; experimento que en la Tierra finalmente culminaría en la humanidad. Otras interpretaciones indican que el monolito representa la inteligencia de Dios omnipresente en todo el universo.
Si bien para sus amos los monolitos son simplemente máquinas que ejecutan la labor encomendada, desde la perspectiva de los humanos y otras razas son tan avanzadas que sus habilidades parecen casi mágicas; no solo pueden autorreplicarse como máquinas de von Neumann, también pueden fusionarse entre sí, expandir o contraer su tamaño y manipular la biología de otras especies orgánicas y mecánicas.
El aspecto de su superficie es similar a la obsidiana o a un cristal de color negro y parece inmune al daño o deterioro por tiempo sin embargo, como atestiguó la tripulación de la Leonov, como máquina autorreplicante asimila componentes de su entorno para usar como materia prima para su cuerpo, por lo que esencialmente está hecho con elementos abundantes en la galaxia. Sus mecanismos le permiten moldear la materia, el espacio y el tiempo, pudiendo crear en su interior realidades con leyes físicas personalizadas, transformar seres vivos o mecánicos a voluntad pero a pesar de todo es complicado señalar cuál es su función real ya que se adapta y reforma dependiendo de la tarea que deba realizar, según el cosmonauta Walter Curnow, eso simplemente demostraba que el monolito era el equivalente cósmico de una navaja suiza. Aun así durante la explosión de Júpiter su núcleo, que resultó ser un diamante del tamaño de un pequeño planeta, se fragmentó y un trozo colisionó contra él averiándolo.
Aunque los monolitos están clasificados como una herramienta, parecen tener un sutil grado de consciencia; Moon-watcher, el homínido que logró una mayor evolución en la Tierra durante los experimentos, sintió a través de la conexión establecida mientras el artefacto lo manipulaba como esta labor era importante para él al punto de sentirse satisfecho si solo uno de los miles de grupos con que experimentaban mostraba buenos resultados; de la misma forma, cuando uno de los sujetos murió durante una sesión, Moon-watcher percibía como se negó a continuar hasta determinar y corregir lo que fuese que lo había lastimado durante el experimento.
La respuesta de los personajes al descubrimiento de estos artefactos conduce la trama de la serie. También influye en la historia humana ficticia de la serie, en particular mediante el fomento de la humanidad para avanzar en el desarrollo tecnológico y los viajes espaciales.

## Historia
Los Exploradores, sus creadores, son descritos como una antigua especie que mucho antes que cualquier otra nació y evolucionó para convertirse en una civilización espacial que al explorar la galaxia atestiguaron en miles de mundos como se formaba la vida y sucedía la evolución, gracias a esto comprendieron que el desarrollo de inteligencia era poco frecuente y muchas veces las formas de vida con el potencial de manifestarla morían en sus etapas tempranas de evolución, por ello decidieron que la mente era el don más valioso de la creación y asumieron la tarea de propiciar su aparición en todos los lugares posibles del cosmos, así se volvieron sembradores de vida, tomando la atribución de decidir que especies eran dignas de recibir este don y cuáles debían ser sacrificadas o no recibirlo y también que razas inteligentes debían ser destruidas si demostraban no actuar de forma positiva.
En algún momento hace millones de años, tras la extinción de los dinosaurios, una nave de los Exploradores llegó al sistema solar y encontró la Tierra llena de vida; tras experimentar por años con las especies locales y darles el potencial de evolucionar hacia formas de vida inteligentes continuaron su viaje dejando a cargo del resto del experimento a los monolitos.
El primer monolito apareció en la prehistoria del planeta Tierra. Hace tres millones de años el contacto entre los primeros homínidos y este artefacto expandió su consciencia e intelecto, permitiéndoles iniciar su transformación hacia lo que hoy es la raza humana. Estos objetos están programados para guiar o provocar un cambio considerable en la evolución biológica; en este caso a partir de la capacidad de utilizar herramientas.
Mientras los Exploradores realizaban estos experimentos, habían reemplazado sus cuerpos orgánicos y se transformaron en máquinas vivientes; sin embargo dada la gran cantidad de planetas en que habían intervenido, las enormes distancias entre los mundos y el enorme lapso necesario para que las especies demostraran resultados crearon los monolitos, sirvientes que dejaron en cada mundo intervenido para que supervisara, interviniera e informara sobre el desarrollo de las especies. Los Exploradores continuaron evolucionando hasta que fueron capaces de desligar sus mentes de cualquier dependencia a la materia y convertirse en consciencias hechas de energía, pero aun así continuaban atentos a los mensajes de los monolitos y sus experimentos.
El segundo contacto humano con estos monolitos sucede en el año 1999, donde un segundo monolito, cuya edad también es calculada en tres millones de años, es desenterrado en el cráter Tycho en la Luna; al detectar que ha sido desenterrado, el monolito envía una poderosa señal de radio hasta una de las lunas de Júpiter.
Un tercer contacto sucedería alrededor de dos años después, cuando el doctor y astronauta David Bowman, único sobreviviente de la nave Discovery uno tras el fallo de su computadora, llegara a Saturno y descubriera en la luna Jápeto un monolito de kilómetros de longitud. Al inspeccionarlo, éste se convierte en un agujero de gusano que lo hace atravesar la galaxia y posteriormente lo deposita en un ambiente que reproduce las condiciones de vida terrícolas donde este vive, envejece y renace, convertido en una forma de vida más evolucionada llamada el Niño estelar, sin tener certeza si todo ocurre en segundos o siglos.
Nueve años después sucedería un nuevo contacto, cuando la nave soviética Alexei Leonov, en cooperación con Estados Unidos, inicia un viaje para investigar a Zagadka, nombre con que los tripulantes bautizan al monolito, que ahora orbita Júpiter junto a la abandonada Discovery uno. Bowman usa sus poderes para viajar por el sistema solar como una suerte de sonda viviente que transmite todo a los seres que crearon los monolitos, tras lo cual estos usan a Zagadka para convertir a Júpiter en un pequeño sol que alumbra la luna Europa e inicia en ella el comienzo de la vida. Tras esto dejan una advertencia a los humanos señalando que tienen libertad de moverse por todo el sistema solar, pero la luna Europa les está prohibida.
En 2061 una nave terrícola se estrella en Europa y el monolito ayuda a Bowman a manifestarse para ayudar en los rescates, a la vez que duplica a Heywood Floyd, único involucrado en la misión Discovery uno y último tripulante vivo de la Leonov, y transforma a la copia de éste en un tercer Niño estelar, quien junto a Bowman y Hal 9000 deberán formar una trinidad que lo complemente ya que el estallido de Júpiter le ha provocado averías que ponen en peligro su misión de seguir funcionando por su cuenta.
Finalmente, en el año 3001, la humanidad detecta que la información recopilada y transmitida por el monolito pronto recibirá respuesta, y temiendo que la decisión de sus creadores sea la destrucción de la especie, al estar basada en información recopilada durante el sangriento siglo XXI, abogan por la ayuda del Niño estelar, y gracias a su sacrificio logran infectar con un virus informático al monolito y destruirlo minutos antes de que concrete el exterminio humano.